# Schloss Vaulruz
Das Schloss Vaulruz ist ein Herrschaftssitz in Vaulruz (deutsch Thalbach) im Greyerzbezirk des Kantons Freiburg in der Schweiz.

## Lage
Die ehemalige Höhenburg befindet sich nordöstlich vom Ort und der Kirche oberhalb der „Rue des Mollettes“.

## Geschichte

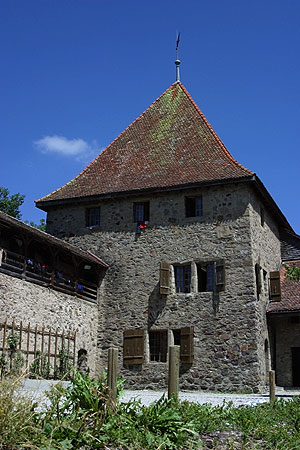
Burgturm von Südwesten

Die sich allmählich herausbildende Herrschaft Vaulruz ist im 13. Jahrhundert in Besitz der Herren von Billens nachweisbar. Von diesen kam sie über den Adligen Mermet de Blonay im Jahr 1302 an das Haus Savoyen, wobei die Familie de Bolnay die Rechte des Viztums behielten. Im Jahr 1322 gewährt Ludwig II. von Savoyen dem Ort eine Handfeste. Als Burg war sie nordöstliche Absicherung des Gebietes der Savoyer sowie Teil des Ringes entlang der Aussengrenze des Gebietes der Herrschaft Bulle. Die Verwaltung vor Ort übernahm ein Kastlan.
Aufgrund einer Pestwelle (1349/50) und eines schweren Stadtbrandes (1387) wurde diese Stadtentwicklung jedoch schnell wieder beendet. Die Savoyer trennten sich von der Herrschaft und verkauften sie noch im selben Jahr an Jacques und Antoine Champion, die aus Saint-Michel-de-Maurienne stammten und keinen Wiederaufbau anstrebten. Während der Burgunderkriege kontaktierte die Familie Champion Freiburg und konnte den Ort und die Herrschaft vor der Zerstörung bewahren, indem man sie 1538 an Freiburg verkaufte. Dieses schuf eine Vogtei Valruz, welche die einmarschierenden Franzosen im Jahr 1798 auflösten. Danach gehörte es zum Bezirk Bulle; nach dem Einmarsch der Waadtländer kam es 1848 zum Bezirk Greyerz.
Das Schloss hat seinen Ursprung in einer Burg des 13. Jahrhunderts. Seine Anlage wird als älter eingeschätzt als vergleichbare Schlossbauten der Savoyer (Schloss Romont, Schloss Bulle), da hier ein quadratischer Turm vorhanden ist und nicht wie sonst die typischen Rundtürme. Der Grund dafür könnte aber auch in der bereits vorhandenen Bausubstanz liegen, die von Ludwig II. lediglich umgebaut wurde. Das vermutet auch Bitterli-Waldvogel (1995), der davon ausgeht, dass hier zunächst im 13. Jahrhundert ein Wohnturm der Herren von Bolnay bestand, der dann durch Ludwig II. um die restlichen Gebäude zu einer Burganlage erweitert wurde.
Im Jahr 1387 kam es zu einer Wiederherstellung nach Beschädigungen durch den Stadtbrand. Im 16. Jahrhundert folgte der Ausbau zum freiburgischen Vogteischloss. Flüeler (1982) vermutet, dass die heutigen Gebäude erst aus dieser Zeit nach 1538 stammen. In den Jahren von 1909 bis 1914 wurde die Anlage saniert. Schwierig wird die architekturhistorische Einschätzung durch eben diese Restaurierung, denn sie liess den Turm, den Wehrgang und die Zufahrtsbrücke nach alten Vorlagen in Teilen wiedererstehen. Sicher ist, dass der Südwestbau als Vogteisitz erbaut wurde.

## Beschreibung
Die Burg wurde im Stil des «carré savoyard» (deutsch savoyisches Quadrat), also als eine Vierseitanlage mit einem Bergfried an einer der vier Ecken, erbaut. Dieser Turm steht im Nordosten der Burg, Gebäudeflügel gibt es nur im Süden und Osten. Der Südwestbau, das eigentliche Vogteischloss, besitzt ein Krüppelwalmdach, welches das Aussehen der Burg massgeblich prägt, da es leicht vorkragt und von markanten Schornsteinen bekrönt wird. An seiner Westseite befindet sich zudem das Wappen der Gemeinde Vaulruz. Dieses ist im Dachgeschoss achtachsig, in den darunter liegenden Geschossen hingegen nur vierachsig.
Nördlich anschliessend findet sich der Torbau mit einem aufgesetzten Wehrgang. Aufgrund der häufigeren Neubauten zeigt sich das Mauerwerk vielgestaltig und weist an der Westseite drei verschiedene Arten von Steinsetzungen auf, an der Ostseite zudem herausragende Felsbrocken, sowie vermauerte Bögen und Fenster. Den Turm prägen Zwerchhäuser an der Nord- und Ostseite sowie eine Dachfahne. Vom Hof aus wirkt er noch heute wie ein Wohnturm.

Das Schloss in Fernansichten
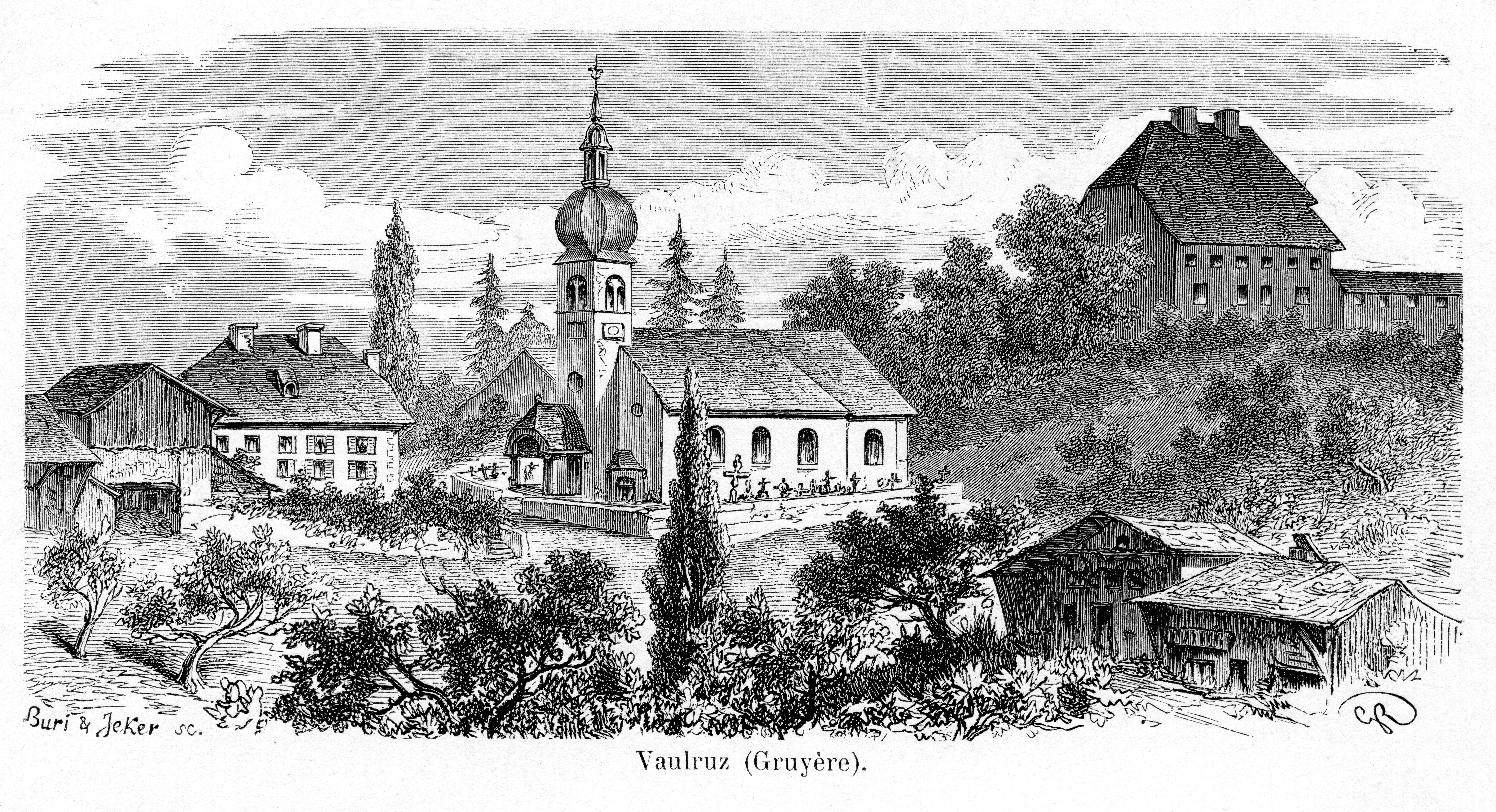
Schloss (rechts) mit Ort 1869
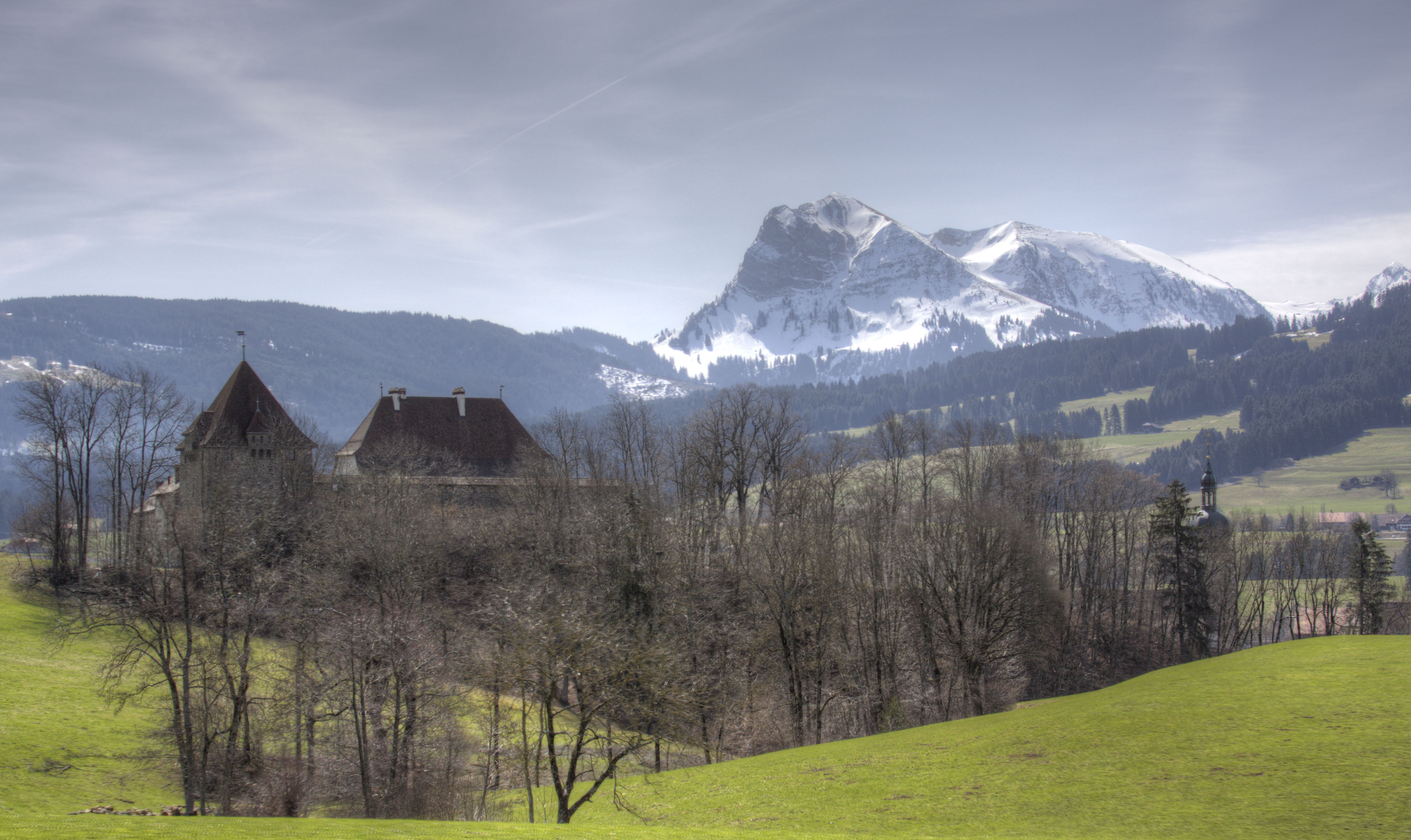
Gesamtanlage von Nordosten

## Nutzung
Nach seiner Zeit als Herrschaftssitz befanden sich hier u. a. eine Schule, Flüchtlingsunterkunft für Belgier im Zweiten Weltkrieg und ein Waisenhaus. Zeitweise gehörte es der Kirche, doch diese überliess es der Gemeinde, die es seit 1957 als Unterbringungsort nutzt. Das Schweizerische Inventar der Kulturgüter von nationaler und regionaler Bedeutung führt das Schloss auf seiner Liste als B-Objekt – d. h., es besitzt regionale historische Bedeutung – mit der KGS-Nummer 2340.